# Дэвис, Дэна
Дэ́на Дэ́вис (англ. Dana Davis; 4 октября 1978, Давенпорт, Айова, США) — американская актриса и певица. Наиболее известна ролью Честити Чёрч из телесериала «10 причин моей ненависти» (2009—2010), за которую была номинирована на премию «NAMIC Vision Awards» (2010).

## Избранная фильмография
| Год       |   | Русское название         | Оригинальное название      | Роль         |
| --------- | - | ------------------------ | -------------------------- | ------------ |
| 2009—2010 | с | 10 причин моей ненависти | 10 Things I Hate About You | Честити Чёрч |